# Henry Pels
Henry Pels (* 6. Juni 1865 in Hamburg; † 1. April 1931 in Berlin) war ein deutscher Unternehmer in der Maschinenbau-Industrie.

## Leben
Pels wuchs in Hamburg als Sohn eines jüdischen Kaufmanns auf. Nach dem Besuch des Realgymnasiums in Altona absolvierte er eine kaufmännische Lehre bei der Firma Louis Freund in Hamburg. 1885 trat er in die Berliner Maschinenfabrik Arthur Koppel ein, erhielt bereits nach zwei Monaten Prokura und wurde mit einer Reise nach Nord- und Südamerika beauftragt, um dort Filialen zu gründen. 1892 kehrte er nach Hamburg zurück und gründete ein eigenes Unternehmen unter der Firma Henry Pels & Co. für den Handel mit Werkzeugmaschinen, das er 1894 nach Berlin verlegte.
1902 gründete er mit der Maschinenfabrik J. A. John in Erfurt, für die er vorher schon als Alleinvertreter tätig gewesen war, die Berlin-Erfurter Maschinenfabrik Henry Pels & Co. mit dem Hauptsitz in Berlin-Borsigwalde. Die Fabrik stellte Blechbearbeitungsmaschinen für die spanlose Umformung von gewalzten Stahlblechen her, die insbesondere von der Elektroindustrie nachgefragt wurden. Pels wurde damit zum Vorreiter der deutschen Umformtechnik und begründete einen neuen Industriezweig. Bis zum Ersten Weltkrieg produzierte die Fabrik im 1911 eingemeindeten Industrievorort Ilversgehofen im Erfurter Norden Scheren, Lochstanzen und kombinierte Maschinen und entwickelte sich an ihrem Standort schnell zur großen Herstellerin von Umformtechnikmaschinen. Sie verfügte über Dutzende von Patenten über Stahlniet-Konstruktionen und die Stahlplattenbauweise ihrer Umformmaschinen und damit über einen großen Wettbewerbsvorteil. Das Vertriebsnetz umfasste Filialen in Paris, Brüssel, Mailand, London, New York und Stockholm. 15 europäische Länder sowie Afrika, Amerika, Australien und Asien wurden beliefert. Über 90 Prozent der Produkte gingen in den Export. Im Ersten Weltkrieg lieferte Pels Lastwagen nach der Konstruktion von Joseph Vollmer.
Nach dem Krieg wandelte Pels 1922 das Unternehmen in eine Aktiengesellschaft, die er als Alleinvorstand leitete. Als neuer Großkunde kam 1924 die Automobilindustrie hinzu. Nach den John'schen Scheren, Biege- und Lochmaschinen begann er den Bau von 500-t-Exzenterpressen zum Stanzen, Schneiden und Abgraten. Er ließ in den Folgejahren große Erweiterungsbauten errichten. Parallel dazu wuchs die Belegschaft. 1929 baute er für die Automobilindustrie eine Block- und Knüppelschere mit so sauberen Schnitten, dass die Abschnitte auch für Gesenkschmiedestücke oder Preßteile verwendet werden konnten.
Seine lang anhaltende Stabilität verdankte das Unternehmen zudem Großaufträgen aus der jungen Sowjetunion, die schnell zu einem modernen Industriestaat entwickelt werden sollte. Pels wurde Vorsitzender einer deutsch-russischen Gesellschaft der Maschinenbauindustrie. Darüber hinaus war er Vorsitzender mehrerer Fachverbände.
Im Januar 1931 kam es zu blutigen Streikunruhen mit einem Todesopfer, für die die KPD bzw. die ihr nahestehende Streikleitung verantwortlich gemacht wurde. Selbst die sozialdemokratische Erfurter Zeitung „Tribüne“ sprach von einem „Verbrechen der Moskauer in Erfurt-Nord“.
Henry Pels starb am 1. April 1931 in Berlin, seine Frau kurz nach ihm.

## Nachwirkungen

### Das Schicksal seiner Nachfahren
Sein einziger Sohn war als deutscher Offizier im Ersten Weltkrieg gefallen. Alleinerbin wurde seine Tochter Hanna (Johanna). Sie hatte den jüdischen Berliner Arzt Fritz Heine geheiratet, der ebenfalls Weltkriegsteilnehmer war. Er vertrat seine Frau, die bis 1936 Mehrheitsaktionärin war, im Aufsichtsrat der Aktiengesellschaft. Während der Zeit des Nationalsozialismus erwog das Ehepaar Heine die Emigration, aber fühlte sich wie viele in ihrer Lage als Deutsche und vertrauten darauf, dass der nationalsozialistische Spuk bald vorübergehen werde. Ihr Sohn wanderte jedoch aus, und ihre Tochter konnte mit Hilfe des Berliner Pfarrers Heinrich Grüber nach Großbritannien verbracht werden. Nach der Wannseekonferenz wurden die Eltern mit dem zweiten Berliner Judentransport vom Bahnhof Grunewald aus zunächst in das Ghetto Litzmannstadt, im Generalgouvernement gelegen, verschleppt und während der Auflösung des Ghettos am 3. Juli 1944 im Vernichtungslager Kulmhof ermordet. Da sie auf diese Weise das Reichsgebiet verlassen hatten, wurde die Reichsfluchtsteuer erhoben und das noch verbliebene Vermögen eingezogen.

### Die Umformtechnik Erfurt

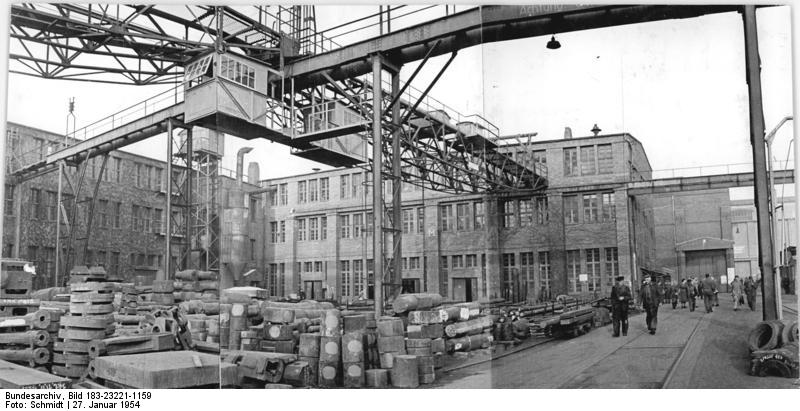
Das Rohteillager 1954

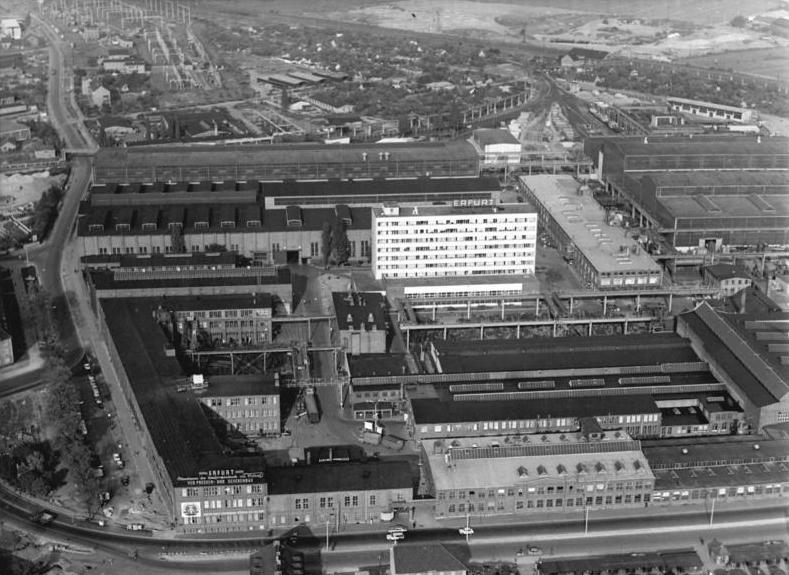
Das Werksgelände 1971

1936 wurden die Aktien der Familie als „jüdisches Eigentum“ durch das Deutsche Reich eingezogen. Das „arisierte“ Werk wurde der zur Quandt-Gruppe gehörenden Deutsche Waffen- und Munitionsfabrik AG übertragen und beteiligte sich an der Kriegsproduktion. Hierzu wurde die Belegschaft auf über 1000 Personen vergrößert. Das Unternehmen überstand den Krieg und musste unter der sowjetischen Besatzung dann Erzeugnisse als Reparationen an die UdSSR liefern.
1954 wurde der Betrieb zum VEB Pressen- und Scherenbau Henry Pels, später firmierte er als VEB Umformtechnik Erfurt. Mehrere andere Betriebe gliederte man diesem Unternehmen an. 1970 wurde das Unternehmen Kernstück des neu gegründeten Kombinats Umformtechnik „Herbert Warnke“ Erfurt, einem der vier Kombinate der VVB Werkzeugmaschinen und Werkzeuge (WMW). Mit bis zu 19.000 Mitarbeitern, dazu etwa 5.000 Mitarbeitern im Stammbetrieb Erfurt, gehörte er zu den bedeutendsten Betrieben Thüringens und belieferte unter anderem auch Automobilhersteller wie die Volkswagen AG in Westdeutschland.
Im Juli 1990 wurde das Kombinat aufgelöst und in Erfurt mit Hilfe der Treuhandanstalt die Umformtechnik GmbH gegründet. 1994 wurde das Unternehmen an die Škoda AG in Pilsen verkauft. Die Geschäfte stabilisierten sich wieder und Erfurter Maschinen werden in der deutschen Automobilindustrie, aber auch in Russland, China oder Brasilien eingesetzt.
2001 erfolgte die Übernahme durch die Müller Weingarten AG in Weingarten, die sechs Jahre später von der Schuler AG aufgekauft wurde. Als einer der zentralen Produktions- und Servicestandorte des Schuler-Konzerns in Europa fertigt die Niederlassung Umformtechnik Erfurt Anlagen für die Automobil-, Zulieferer-, Elektro- und Hausgeräteindustrie. Die Produkte werden an einen weltweit tätigen Kundenkreis geliefert. Das Leistungsspektrum reicht von der Herstellung und Montage unterschiedlicher mechanisch und hydraulisch angetriebener Pressen bis hin zu umfassenden Servicedienstleistungen. Durch das „Contract Manufacturing“ werden außerdem Leistungen im Bereich Schweißteilherstellung, mechanische Bearbeitung und Montage sowie Inbetriebnahme angeboten. Die Fertigung von Spezialpressteilen (Außenlamellenträger, Pkw-Strukturteile etc.) ergänzt das Leistungs- und Kompetenzspektrum am Standort.

## Auszeichnungen
- 1921: Verleihung der Ehrendoktorwürde (als Dr.-Ing. E.h.) durch die Technische Hochschule Karlsruhe